# تل افغانی
تل افغانی، روستایی از توابع بخش مرکزی شهرستان رستم واقع در استان فارس ایران است.

## جمعیت
این روستا در بخش مرکزی شهرستان رستم قرار دارد و براساس سرشماری مرکز آمار ایران در سال ۱۳۸۵، جمعیت آن ۵۱۷ نفر (۹۹خانوار) بوده‌است.